# 谷口智則
谷口 智則（たにぐち とものり、1978年 - ）は、日本の絵本作家。

## 来歴・人物
大阪府四條畷市出身。大阪府立四條畷高等学校卒業。
1998年、金沢美術工芸大学日本画専攻卒業在学中20歳の時、ボローニャ国際絵本原画展を見たことから、独学で絵本作りを開始した。

## 作品リスト

### 絵本
- 2004年
  - サルくんとお月さま（新風舎）
- 2007年
  - cache-cache（フランス Le petit lezard社）
  - Tiens Tiens（フランス Le petit lezard社）
- 2009年
  - せかいいちながいゾウさんのおはな
  - Les 2 Peres Noel（フランス Le petit lezard社）
- 2010年
  - PINOCCHIO LA MARIONNETTE DE FER（Le petit lezard社）
  - Animal Dreaming -夢の遊園地-（BNN新社）
- 2011年
  - PINOCCHIO IL BURATTINO DI FERRO（イタリア Donzelli社）
  - Le Petit singe et la Lune（フランス Le petit lezard社）
- 2012年
  - せかいいちながいゾウさんのおはな（フジテレビキッズ）
- 2013年
  - 100にんのサンタクロース（文溪堂）
- 2014年
  - Playful books こんこんこん（STARRYWORKS）
  - サルくんとバナナのゆうえんち（文溪堂）
  - 7 contes japonais（フランスle petit lezard社）
- 2015年
  - カメくんとアップルパイ（アリス館）
  - まじょのルマニオさん（文溪堂）
  - おおきいサンタとちいさいサンタ（文溪堂）
  - Once upon a Time in Japan」（TUTTLE出版）
- 2016年
  - ワニのワッフルケーキやさんワニッフル（アリス館）
  - くいしんぼうのクジラ（あかね書房）
  - ゴリラのくつやさん（フレーベル館、キンダーブック11月号 描き下ろし）
  - サルくんとお月さま（文溪堂） ※復刊
  - 100 にんのサンタクロース - 台湾版、中国版出版
  - おおきいサンタとちいさいサンタ - 中国版出版
- 2017年
  - ブタのドーナツやさん（小学館）
- 2018年
  - ブルドッグたんていときえたほし（文溪堂）
  - ゴリラのくつや（あかね書房）
  - 100にんのサンタクロース（文溪堂）
- 2019年
  - かばのおやこはわすれんぼう（ベネッセコーポレーション、2019年ぽけっと知育プラス2月号 描き下ろし）
  - おねぼうなたいようさん
  - せかいいちながいゾウさんのおはな（文溪堂）
- 2020年
  - カメレオンのかきごおりや（アリス館）
- 2021年
  - だれかのプレゼント（文溪堂）
- 2022年
  - つきをなくしたクマくん（文溪堂）
- 2023年
  - 1・2・3・4・5・6・7・8・9・10（金の星社）
  - アマガエルのうた（アリス館）
  - きょうはなんの日？[3]

### 連載
- 日本の昔話 イラスト（NHK WORLD）
- 童話「森の遊園地」（毎日新聞）

### その他の出版物
- 谷口智則の絵本（全6巻セット）（文渓堂）
- 画集「ZOOLOGIE」（フランスLe petit Lezard社）
- 文芸誌「MONKEY」（スイッチパブリッシング刊）創刊号 表紙画＆挿絵

### 広告
- エースコックどっさり野菜パッケージイラスト＆キャラクター
- サントリーオールフリー車内吊り広告イラスト

### その他
- Sony PlayStation Move 「DOG篇」CMアニメーション用イラスト
- イオンモール四條畷 授乳室壁画
- 武雄市図書館 館内壁画

## 受賞歴
- 2003年
  - 第132回イラストレーション誌「THE CHOICE」準入選
- 2004年
  - 第8回「新風舎えほんコンテスト」審査員特別賞
  - 第23回「新風舍出版賞」奨励賞
- 2005年
  - 第11回「新風舎えほんコンテスト」優秀賞
- 2009年
  - 第1回「Be絵本大賞（フジテレビKids他主催）」優秀賞
- 2015年
  - 第6回リブロ大賞 絵本「サルくんとバナナのゆうえんち」入賞
- 2018年
  - 第9回ようちえん絵本大賞「くいしんぼうのクジラ」受賞
  - 第2回未来屋絵本大賞「ブルドッグたんていときえたほし」入賞
  - わかやま絵本大賞2018「ブルドッグたんていときえたほし」入賞